# Румунска православна црква
Румунска православна црква (рум. Biserica Ortodoxă Română) јесте помјесна и аутокефална црква са достојанством патријаршије. Налази се на седмом мјесту у диптиху.

## Историја
Црквена организација на територији Румуније је позната још од 4. вијека. Ту је постојала римска провинција Дакија која је улазила у састав Илирика, због чега су се и дакијски епископи налазили под јурисдикцијом архиепископа сирмијских, који су били под јурисдикцијом римског епископа. Након пада Сирмијума под Хуне (5. вијек), црквена област Дакије је прешла под јурисдикцију архиепископа солунског, који се некада потчињавао Риму, а некада Цариграду. Након што је у 6. вијеку византијски цар Јустинијан I основао град Јустинијана Прима, центар црквене администрације Дакије се од тада налазио ту.
Митрополија влашка је улазила у састав Охридске, а затим Трновске патријаршије (1234—1393), након чега је попримила словенско писмо и црквенословенски језик у својству литургијског језика.
Око 1324, Влашка је постала независна држава; године 1359, влашки војвода Николај Александар I је добио од цариградског патријарха дозволу да црквену организацију у Влашкој уздигне на достојанство митрополије. Митрополија се налазила у канонској зависности од Цариградске патријаршије све до почетка 18. вијека.
За разлику од других земаља под влашћу Османског царства, у Влашкој и Молдавији, под покровитељством мјесних господара, сачувана је пуна слобода богослужења, наставили су се градити нови храмови и основати манастири, сазивали су се црквени сабори. Црквена имовина је била неприкосновена; на основу тога су источне патријаршије и светогорски манастири стицали ту имовину и отварали подворја, што је био један од главних извора за њихове приходе.
Молдавија је 1711, а Влашка 1716. године прешла под управу кнезова које је именовао султан из реда неколико породица грчких фанариота. Црквени живот се подвргао хеленизацији; црквенословенски језик је био замијењен у градовима са грчким, а у селима га је потиснуо румунски језик. Године 1776, влашком митрополиту је додијељена титула „намјесника Кесарије Кападокијске“ — најстарије по части катедре Цариградске патријаршије, коју је у 4. вијеку преводио Свети Василије Велики.
Према резултатима руско-турских ратова из друге половине 18. вијека, Русија је добила право покровитељства над православцима на тој територији. Године 1789, у вријеме Руско-турског рата (1787—1792), од стране руског Светог синода је била успостављена „Молдо-влашка егзархија“, чији је мјестобљуститељ од 22. октобра те исте године постао бивши архиепископ јекатеринославски и Херсонеса Тауријског Амвросије (Серебреников). Године 1792, за митрополита молдо-влашког с титулом егзарха Молдавије, Влашке и Бесараије је био именован Гаврил (Банулеско-Бодони); али је 1793, након заточења у Цариграду и осуде од стране Светог синода Цариградске патријаршије, именован био на Екатеринославску катедру, и задржао је титулу егзарха.
Извјесни владика на почетку 19. вијека је био митрополит молдавски Венијамин (Костаки), који је иступао против власти фанариота и поздравио руску окупацију Молдавије.
У периоду руске војне окупације (1808—1812), Молдавија и Влашка су потпале под руску црквену јурисдикцију. Марта 1808, руски Свети правитељствујушчи синод је одлучио да се умировљени кијевски митрополит Гаврил (Банулеску-Бодони) именује за члана Синода и постави за егзарха Молдавије, Влашке и Бесарабије. Након склапања Букурешког мира, Бесарабија је припала Русији, гдје је 1813. године била основана Кишињевска и Хотинска епархија, на чијем челу се налазио митрополит Гаврил.
Након Грчког рата за независност (1821), султан је 1822. године усвојио молбу молдавских и влашких бољара о обнови права да самостално бирају румунске владаре. Од тог тренутка, политичка зависност Румуније од Османског царства је почела знатно слабити; на све већем значају је добијао културни и политички утицај Француске и Аустрије (Трансилваније). Упоредо с антигрчким осјећањима, у том периоду је био распрострањен и непријатељски однос националне елите према империјалистичкој руској политици; када је 1853. године руска војска прешла Прут и приближила се Дунаву, румунске кнежевине су замолиле султана да им заузме територију и успостави отпор према Русима.
Године 1859, дошло је до уједињења кнежевина Влашке и Молдавије у Румунију. Изабрани кнез фанариот Александар Куза, који је био под француским утицајем, извршио је реформе које су се многим црквеним историчарима чиниле као усмјерене против Православне цркве. Био је основан нови орган црквене управе — Генерални национални синод, који је у свом саставу имао све епископе и по три депутата из реда свештенства и мирјана из сваке епархије. Синод је имао право да се састаје једном у двије године и био је под потпуном контролом свјетовне власти. Архијерејска назначења су се вршила одлуком кнеза. Законом из 1863. године била је спроведена потпуна конфискација (секуларизација) све црквене и манастирске имовине. Оваквој антиклерикалној политици владе су се активно противили браћа Скрибани: епископ Филарет и епископ Неофит.
Године 1865, три године након оснивања румунске државе, помјесна црква је прогласила себе за аутокефалну, али је Цариградска патријаршија то признала тек 1885. године.
Године 1918, Румунија је анексирала Бесарабију. Године 1919, одржан је Сабор који је окупио епископе из Румуније, Трансилваније и Буковине. Дана 1. фебруара 1919, у Румунији је био усвојен грегоријански календар.
Устав Румуније из 1923. године је признао Румунску православну цркву као националну цркву у земљи.
Одлуком Светог синода од 4. фебруара 1925, Румунска црква је била уздигнута на ранг патријаршије. Овакво стање је било канонски признато томосом Цариградске патријаршије од 30. јула 1925. године. Дана 1. новембра 1925, било је извршено свечано увођење митрополита-примаса Мирона Кристја у достојанство патријарха све Румуније, намјесника Кесарије Кападокијске, митрополита унгро-влашког, архиепископа букурештанског. Од 1. фебруара 1938. до 6. марта 1939, патријарх Мирон је био такође премијер Румуније, именован од стране румунског краља Кароља II.
Јуна 1940, Бесарабија је била анексирана од стране Совјетског Савеза; црквене структуре су биле од тада потчињене Московском патријархату. За Кишињевску епархију је био назначен епископ Алексиј (Сергејев), који је уздигнут за архиепископа (на крају је био архиепископ Алма-Атински; био је познат по своме неморалном животу; до 1939. године био је под забраном свештенодејствовања и био је предан суду архијереја).
Дана 22. јуна 1941, Краљевина Румунија је заједно с Нацистичком Њемачком ратовала против Совјетског Савеза. Сагласно обостраном договору закљученом у Бендерију дана 30. августа 1941, област између ријека Дњестра и Буга је предана Румунији и названа је Транснистрија. У састав ње су ушли на лијевој обали рејони Молдавије, Одеска област и дио територије Николајевске и Виницке области. Румунска црква је проширила на Транснистрију своју јурисдикцију. Септембра 1941, у Транснистрији је била отворена православна мисија на челу с архимандритом Јулијем (Скрибаном). Отворени су храмови и манастири који су прекинули вршити своју дјелатност у совјетској држави. Нарочита пажња се поклањала обнови црквеног живота на територији Молдавије. У Транснистрији је била забрањена дјелатност других тзв. православних организација, укључујући Украјинску православну цркву, које су слободно постојале у Рајхскомесаријату Украјини. Дана 30. новембра 1942, била је отворена Духовна семинарија у Дубосараху. Од 1. марта 1942, при Одеском универзитету су почели са радом богословски курсеви за студенте свих факултета. Од јануара 1943, у Одеси је дјеловала православна Духовна семинарија. У богослужбене књиге се уводио румунски језик, румунске литургијске традиције и грегоријански календар.
После успостављања поновне совјетске контроле над Транснитријом у августу 1944, територија је прешла под јурисдикцију Московског патријархата.
Године 1948, у Румуније је био успостављен комунистички режим. За разлику од већине других комунистичких држава, у Румунској православној цркви није било много гоњења или притисака, иако је сав црквени живот био под јаком контролом државе. Од 1948. до 1977, на челу Румунске цркве се налазио патријарх Јустинијан.
Предстојатељ Цркве од 1968. године је био патријарх Феоктист. Послије пада комунистичког режима у јануару 1990, отишао је у оставку, али је био враћен одлуком Синода у априлу исте године. Године 1990, била је поновно успостављена до тада забрањена Гркокатоличка црква Румуније.
Године 1992, бивши епископ Московског патријархата Петар (Педурару) се налазио на челу обновљење Бесарабијске митрополије у својству мјестобљуститеља. Године 1995. био је уздигнут у достојанство митрополита.
Дана 30. јула 2002, влада Владимира Вороњина је додијелила Бесарабијској митрополији званични статус, били су регистровани њен грб и статут. Митрополија у саставу Румунске патријаршије је била призната за насљедницу Бесарабијске митрополије која је постојала у Бесарабији од времена њене анексије Румунији (1918) па све до совјетске окупације (1940).

## Распрострањеност
Припада јој већина Румуна (18.817.975 вјерника тј. 86,8% од укупног становништва, према попису из 2002), као и велики део Молдаваца.
Румунска православна црква је једина православна црква која користи неки романски језик у литургијама.

## Устројство
Највиши орган црквене власти је Свети синод који се састоји из патријарха и свих архијереја Православне румунске цркве.
Православна румунска црква је, унутар граница Румуније, подијељена на 6 митрополија, 16 архиепископија и 13 епископија. Изван граница Румуније постоје 4 митрополије, 4 архиепископије и 10 епископија.
Организација унутар Румуније:
- Мунтенијска и добруџанска митрополија
- Молдавијска и буковинска митрополија
- Ердељска митрополија
- Клушка, марамурешка и салашка митрополија
- Олтенијска митрополија
- Банатска митрополија

Организација ван Румуније:
- Бесарабијска митрополија
- Западноевропска и јужноевропска митрополија
- Немачка, средњоевропска и северноевропска митрополија
- Митрополија двије Америке
- Епархија Дакија Феликс
- Мађарска епархија
- Аустралијска и новозеландска епархија
- Украјински викаријат
- Представништва и заједнице Румунске патријаршије у иностранству
- Румунске православне јединице у иностранству које одржавају духовне и културне везе са Румунском патријаршијом (скитови Лаку и Продром на Светој Гори и друге)

## Патријарси
Румунски патријарси:
- Мирон Кристеа (1925—1939)
- Никодим Мунтеану (1939—1948)
- Јустинијан Марина (1948—1977)
- Јустин Моисеску (1977—1986)
- Теоктист Арапашу (1986—2007)
- Данијел Чоботеа (од 2007)